# Eptatretus astrolabium
Eptatretus astrolabium is een kaakloze vissensoort uit de familie van de slijmprikken (Myxinidae). De wetenschappelijke naam van de soort is voor het eerst geldig gepubliceerd in 2010 door Fernholm & Mincarone.